# Konzervacija djela suvremene umjetnosti
Konzervacija djela suvremene umjetnosti jedna je od razmjerno novijih specijalnosti unutar područja konzervacije-restauracije predmeta kulturne baštine. Kako se djela suvremene umjetnosti u tehnološkom i idejnom smislu bitno razlikuju od uobičajenih povijesnih i arheoloških predmeta, ovo je izrazito složeno i osjetljivo područje koje je zasada još bez čvrstih granica.
Videoradovi, instalacije, hologrami, djela konceptualne umjetnosti, land arta, body arta, performansa, hapeninga, ali i skulpture, slike i objekti od krajnje neuobičajenih materijala samo su dio spektra djela s kojima se susreću konzervatori novijih umjetničkih djela. Kod ovih radova interdisciplinarnost u pristupu konzervaciji istih od temeljne je važnost i obvezno zahtijeva suradnju kustosa, konzervatora-restauratora, ali i samih umjetnika ako se radi o djelu živućeg autora.

## Povijest
Za početak organiziranoga rada može se uzeti 1997. godina kada je grupa konzervatora na simpoziju Modern Art – Who Cares? u Amsterdamu odlučila formirati međunarodnu mrežu za razmjenu informacija vezanih uz konzervaciju djela suvremene umjetnosti. Danas ova mreža ima brojne podružnice i podgrupu za edukaciju te bazu podataka o magistarskim i doktorskim tezama posvećenim ovoj temi.

## Preventivna zaštita
Preventivna zaštita djela suvremene umjetnosti složen je i zahtjevan zadatak. Prije svega zbog kompleksnosti i materijalne složenosti istih jer nema univerzalnih naputaka za spomenute radove. Svaki predmet stoga zahtjeva vlastite preporuke za održavanje i rukovanje ovisno o materijalu ili češće materijalima od kojih jest izrađen. Posebno su zahtjevna djela koja za svoju opstojnost zahtijevaju i upotrebu izvorno rabljenih tehnologija produkcije istih, primjerice videoradovi, radovi koji uključuju i zvučne ili svjetlosne efekte te radovi pohranjenih na najrazličitijim digitalnim ili analognim nosiocima.

## Školovanje konzervatora djela suvremene umjetnosti u Hrvatskoj
U Hrvatskoj trenutačno ne postoji mogućnost specijalističkog školovanja u području konzervacije djela suvremene umjetnosti.

## Zakonska regulativa i zaštita prava konzervatora restauratora
Ako se izuzmu opći zakonski akti, rad konzervatorsko-restauratorske službe u Hrvatskoj, pa i konzervatora restauratora djela suvremene umjetnosti, danas prije svega određuju sljedeći propisi:
Za restauratore i restauratore-tehničare koji rade u Hrvatskom restauratorskom zavodu, Hrvatskom državnom arhivu, Nacionalnoj i sveučilišnoj knjižnici te samostalno, odnosno za restauratore i preparatore koji rade u muzejima:
- Pravilnik o stručnim zvanjima za obavljanje poslova na zaštiti i očuvanju kulturnih dobara te uvjetima i načinu njihova stjecanja (NN 104/19 na snazi od 8.11.2019.)

- Pravilnik o uvjetima za dobivanje dopuštenja za obavljanje poslova na zaštiti i očuvanju kulturnih dobara (NN 98/18)

Treba naglasiti da gore navedeni pravilnik konzervaciju djela suvremene umjetnosti niti ne navodi kao specijalnost.

## Slobodni softveri uporabljivi u konzervaciji restauraciji djela suvremene umjetnosti
- Fragment Reassembler, slobodan softver za prepoznavanje dijelova i sastavljanje fragmentiranih predmeta[1]
- Besplatni američki program za vodenje restauratorske dokumentacije:[2]
- ACORN (A COnservation Records Network), besplatno američko web bazirano radno okružje za dokumentiranje konzervatorsko restauratorskih zahvata, Arhivirana inačica izvorne stranice od 7. listopada 2017. (Wayback Machine)
- Besplatni operativni sustavi: sve Linux distribucije (npr. Debian, Ubuntu, Fedora ,Slackware, Puppy Linux...)
- Besplatne alternative Microsoft Wordu: OpenOffice.org, LibreOffice, AbiWord
- Uređivanje fotografija: GIMP, VIPS,[3] ImageJ
- Slobodni preglednici slika: GQview, Xnview, IrfanView
- Stolno izdavaštvo, izrada plakatnih prezentacija: Scribus

## Vanjske poveznice
- International Network for the Conservation of Contemporary Art
- ICOM CC Modern Materials and Contemporary Art
- Papa, M. Per una teoria del restauro dell’arte contemporanea
- Reproducing Morris Louis paintings to evaluate conservation strategies  Arhivirana inačica izvorne stranice od 7. rujna 2011. (Wayback Machine)
- Challenges of Conserving Contemporary Art  Arhivirana inačica izvorne stranice od 23. listopada 2007. (Wayback Machine)
- [neaktivna poveznica]
- The science and ethics of contemporary art conservation
- Cesare Brandi’s Theory of restoration: some principles discussed in relation with the conservation of Contemporary Art[neaktivna poveznica]
- Trans Europe Express, étude et restauration d’une œuvre de Dorothée Selz
- A Pandora’s Box? The Aluminium Boxes of Lourdes CaCastro and the conservation of contemporary art  Arhivirana inačica izvorne stranice od 4. ožujka 2016. (Wayback Machine)
- Conserving a Monumental Alexander Calder Mobile  Arhivirana inačica izvorne stranice od 16. travnja 2014. (Wayback Machine)
- CONSERVING STRINGED SCULPTURE: THE TREATMENT OF HENRY MOORE’S MOTHER AND CHILD, 1939
- EL ORO EN EL ARTE: MATERIA Y ESPÍRITU. CONTRIBUCIÓN A LA RESTAURACIÓN EN EL ARTE CONTEMPORÁNEO
- PERFORMING DOCUMENTATION IN THE CONSERVATION OF CONTEMPORARY ART  Arhivirana inačica izvorne stranice od 20. veljače 2017. (Wayback Machine)
- Restoring Lumino-Kinetic art
- Conservación de Arte Contemporáneo

Video zapisi
- Contemporary Art Conservation at the Smithsonian's Hirshhorn Museum
- Desde dentro... Descubre el cambio de flores de Puppy
- Il restauro di Tuttomondo di Haring
- Restauración Colección Martínez Guerricabeitia.
- Conservation of outdoor painted sculpture
- Conservation of modern paints
- Ethical Dilemmas in Conservation of Modern and Contemorary Art
- Conservation Challenges of Outdoor Public Art
- Conserving Calders Circus